# Damjana Kenda Hussu
Damjana Kenda Hussu, slovenska pesnica, pisateljica, avtorica predstav in besedil za glasbo, * 1960, Ljubljana.

## Življenje
Damjana Kenda Hussu (1960) je diplomirana novinarka - za diplomo je prejela študentsko Prešernovo nagrado. V prostem času že več kot desetletje piše besedila za številne slovenske glasbene izvajalce: Marto Zore, Avia Band, Alyo, Evo Černe, Ylenio, Neisho, Damjano Golavšek, Nušo Derendo, Tulia Furlaniča ... Skorajda ni festivala, na katerega se ne bi uvrstila pesem z njenim besedilom. Poleg besedil za glasbo piše tudi dela za otroke. Njene uglasbene pesmi so izšle na štirinajstih albumih, napisala je tudi scenarije za več odrskih predstav, knjigo pesmic, dve knjigi, eno za otroke, drugo za najstnike, pa čakata na izid. Nekaj pesmi je izšlo v revijah Ciciban, Cicido in Kekec.
Njene otroške pesmi izvajajo znani slovenski pevci: Mia Žnidarič, Darja Švajger, Anja Rupel, Nuša Derenda, Damjana Golavšek, Alenka Godec, Magnifico, Tanja Ribič ... Nekaj jih je napisala tudi za Pupe, Melito Osojnik in klovneso Miko Mako. Delo Kralj Urban je izšlo kot album štirinajstih pesmic in kot nadaljevanka s pesmico in zgodbico v desetih številkah revije Kekec. Istoimenska glasbeno-plesno-gledališka predstava je imela več kot šestdeset ponovitev v Sloveniji ter je gostovala tudi v Nemčiji in Indiji.
Dela kot urednica publikacij v ljubljanskem Cankarjevem domu.

## Dela

### Dela za otroke
- Kako se kuha mula, Založba mladinska knjiga, Zbirka Čebelica, 2002
- Kralj Urban, pesmica in zgodbica na dveh straneh v vsaki številki Kekca, letnik 2003/2004.
- Objave pesmic, ugank in zgodb v revijah Ciciban, Cicido, Kekec, Zmajček, ...

### Glasbeni albumi za otroke
- Navihanke, Nika Records, 2000 - 13 besedil
- Čarovnik iz Oza, Nika Records, 2000 - 4 besedila, prepesnitev vseh ostalih
- Kralj Urban, Nika Records, 2001
- Pupe: Direndaj, Nika Records, 2002 - 4 besedila
- Melita Osojnik: Pesmice za malčke, Nika Records, 2002 - 4 besedila
- Pika Nogavička v pesmicah, Nika Records, 2003
- Klovnesa Mika Maka: Pesmice za dobro voljo, Nika Records, 2003 - 6 besedil
- Damjana Golavšek: Muzikalčkov zaklad, 2004
- Nuša Derenda za otroke, Racman, 2005

### Predstave
- Čarovnik iz Oza (soavtorstvo), glasbeno-plesno-gledališka predstava, Plesni forum Celje, 2001
- Kralj Urban, muzikal, Plesni forum Celje, 2002
- Vila Čira-Čara(soavtorstvo), glasbeno-plesno-gledališka predstava, Plesni forum Celje, 2004
- Muzikalčkov zaklad, koprodukcija Damjane Golavšek in Cankarjevega doma, 2004
- Čarovnije antipackarije, scenarij in besedila pesmi, produkcija Damjana Golavšek, premiera konec leta 2007

## Priznanja
Nagrade na festivalih
- Mister poželenja (Alya) - drugo do tretje najboljše besedilo Hit festivala 2001
- Ogoljufan (Slavko Ivančić) - drugo najboljše besedilo Hit festivala 2002
- Živim (Ylenia) - najboljše besedilo Hit festivala 2004
- Kaj imaš za bregom (Štefica Stipančevič) - najboljše besedilo na festivalu FENS
- Samo (Ylenia) - najboljša skladba v celoti po mnenju strokovne žirije na Slovenski popevki 2004
- Belo nebo (Anika Horvat) - najboljša skladba v celoti po mnenju strokovne žirije na Slovenski popevki 2006
- Ne računaj name (Ylenia) - najboljše besedilo na Slovenski popevki 2007
- Pomlad v mestu (Eva Černe) - najboljša skladba po izboru poslušalcev na Slovenski popevki 2007
- Naravne sile (Damjana Golavšek) - najboljša skladba v celoti po mnenju strokovne žirije na Slovenski popevki 2007

## Sodelovanja na glasbenih festivalih kot avtorica besedil

### Melodije morja in sonca
- 1998: Nuša Derenda - Preveč zaljubljena (Matija Oražem - Damjana Kenda Hussu - Tomaž Borsan)
- 1999: Botri - Jaz sem in (Matija Oražem - Damjana Kenda Hussu - Matija Oražem)
- 2000: Faraoni - Prihrani besede (Ferdinand Maraž - Damjana Kenda Hussu - Martin Štibernik)
- 2000: Matjaž Jelen - Odkar si šla (Marino Legovič - Damjana Kenda Hussu - Marino Legovič)
- 2003: Skupina Palma - Diana (Marino Legovič - Damjana Kenda Hussu - Marino Legovič)
- 2003: Polona Furlan - Nekaj lepih besed (Matija Oražem, Franci Zabukovec - Damjana Kenda Hussu - Matija Oražem, Franci Zabukovec)
- 2004: Ylenia Zobec - Ne, ne bom (Marino Legovič - Damjana Kenda Hussu - Marino Legovič)
- 2004: Malibu - Moj raj (Marino Legovič - Damjana Kenda Hussu - Marino Legovič)
- 2005: Steffy - Narisano srce (Marino Legovič - Damjana Kenda Hussu - Marino Legovič)
- 2006: Steffy - Prav zdaj (Marino Legovič - Damjana Kenda Hussu - Marino Legovič)
- 2007: Steffy & Donald Trumpet - Priznaj (Marino Legovič - Damjana Kenda Hussu - Marino Legovič, Donald Trumpet)
- 2015: Tulio Furlanič - Bloody Mary (Marino Legovič - Damjana Kenda Hussu - Marino Legovič)

### EMA
- 1999: Nuša Derenda - Nekaj lepega je v meni (Matija Oražem - Damjana Kenda Hussu - Matija Oražem)
- 2002: Polona Furlan - Oblaki (Marino Legovič - Damjana Kenda Hussu - Marino Legovič)
- 2003: Polona Furlan - Ujel si se (Matija Oražem - Damjana Kenda Hussu - Matija Oražem, Franci Zabukovec)
- 2003: Tulio Furlanič in Alenka Pinterič - Zlata šestdeseta (Marino Legovič - Damjana Kenda Hussu - Marino Legovič)
- 2004: Tulio Furlanič - O, ženske, ženske! (Marino Legovič - Damjana Kenda Hussu - Marino Legovič)
- 2004: Ylenia Zobec - Tvoj glas (Marino Legovič - Damjana Kenda Hussu - Marino Legovič)
- 2005: Anika Horvat - Kje si (Marino Legovič - Damjana Kenda Hussu - Marino Legovič)
- 2006: Ylenia Zobec - Hokus pokus (Marino Legovič - Damjana Kenda Hussu - Marino Legovič)
- 2007: Steffy in donald TrumpeT - Zadel si me v živo (Marino Legovič - Damjana Kenda Hussu - Marino Legovič, donald TrumpeT)
- 2007: Eva Černe - Čudeži smehljaja (Boštjan Grabnar - Damjana Kenda Hussu - Boštjan Grabnar)
- 2008: Ylenia Zobec - Našel si me (Marino Legovič - Damjana Kenda Hussu - Marino Legovič)
- 2008: Eva Černe - Dovolj (Boštjan Grabnar - Damjana Kenda Hussu - Boštjan Grabnar)
- 2009: Eva Černe - Vse (Boštjan Grabnar - Damjana Kenda Hussu - Boštjan Grabnar)
- 2009: Lea Sirk - Znamenje iz sanj (Patrik Greblo - Damjana Kenda Hussu - Sašo Fajon)

### Hit festival
- 2000: Matjaž Jelen - Po pisku ... (Marino Legovič - Damjana Kenda Hussu - Marino Legovič)
- 2001: Alya - Mister poželenja (Damjana Kenda Hussu - Marino Legovič)
- 2001: Faraoni - Nekaj ostane (Ferdinand Maraž/Damjana Kenda Hussu/Ferdinand Maraž)
- 2002: Slavko Ivančić - Ogoljufan (Damjana Kenda Hussu)
- 2003: Tulio Furlanič - Lagal sem ti (Marino Legovič/Damjana Kenda Hussu/Marino Legovič)
- 2004: Lukas - Bye, Bye (Božidar Volfand - Wolf, Dušan Erbus - Damjana Kenda Hussu - Božidar Volfand - Wolf, Dušan Erbus)
- 2004: Ylenia Zobec - Živim (Marino Legovič - Damjana Kenda Hussu - Marino Legovič)

### Slovenska popevka
S svojimi teksti je zaznamovala srebrna leta Slovenske popevke, saj jih je za festival napisala več kot petnajst. Sodeluje z različnimi skladatelji, največ pa z Marinom Legovičem. Večkrat je pesmi na njena besedila izvajala Ylenia Zobec in vedno so bile uspešne. Prvič je sodelovala 2002, ko sta popevki na njeni besedili, Ljubi me naskrivaj (glasba: Marino Legovič) in Ne, ne ljubi me (glasba: Dušan Erbus) zapela Tulio Furlanič in Vera Trafella. 2003 je imela v konkurenci že tri tekste; Črno magijo je uglasbil in zapel Janez Bončina - Benč, Ustvari me Marino Legovič (izvedla jo je Irena Vrčkovnik), s Semoličevo V ogledalu srca pa se je predstavila Aleksandra Čermelj. Damjana je bila prisotna tudi na Popevki 2004 in začela so se njena najuspešnejša leta. Samo Marina Legoviča in v izvedbi Ylenije Zobec je dobila nagrado strokovne žirije, pevka pa še nagrado za najboljšo izvajalko.
- 2002: Vera Trafella - Ne, ne ljubi me (Dušan Erbus - Damjana Kenda Hussu - Rok Golob)
  - 11. mesto (885 glasov)
- 2002: Tulio Furlanič - Ljubi me naskrivaj (Marino Legovič - Damjana Kenda Hussu - Marino Legovič)
  - 9. mesto (955 glasov), nagrada strokovne žirije za najboljšega izvajalca
- 2003: Aleksandra Čermelj - V ogledalu srca (Dean Semolič - Damjana Kenda Hussu - Gregor Forjanič)
  - Nagrada strokovne žirije za najboljši aranžma, 13. mesto (342 glasov)
- 2003: Janez Bončina - Benč - Črna magija (Janez Bončina - Damjana Kenda Hussu - Primož Grašič)
  - 11. mesto (473 glasov)
- 2003: Irena Vrčkovnik - Ustvari me (Marino Legovič - Damjana Kenda Hussu - Marino Legovič)
  - Nagrada strokovne žirije za najboljšo izvajalko, 6. mesto (1140 glasov)
- 2004: Ylenia Zobec - Samo (Marino Legovič - Damjana Kenda Hussu - Patrik Greblo, Marino Legovič)
  - 2. mesto (2403 glasovi), nagrada strokovne žirije za najboljšo izvajalko, nagrada strokovne žirije za najboljšo skladbo v celoti
- 2005: Ylenia Zobec - Ne razumem (Marino Legovič - Damjana Kenda Hussu - Marino Legovič, Patrik Greblo)
  - Nagrada strokovne žirije za najboljšo izvedbo, nagrada strokovne žirije za najboljšo skladbo v celoti, 7. mesto (1090 glasov)
- 2005: Nova pot - Ne (Marino Legovič - Damjana Kenda Hussu - Aleš Avbelj)
  - 14. mesto (276 glasov)
- 2006: Tulio Furlanič - Okoli mene vse si ti (Marino Legovič - Damjana Kenda Hussu - Lojze Krajnčan)
- 2006: Anika Horvat - Belo nebo (Patrik Greblo - Damjana Kenda Hussu - Patrik Greblo)
  - Nagrada strokovne žirije za najboljši aranžma, nagrada strokovne žirije za najboljšo skladbo v celoti
- 2007: Ylenia Zobec - Ne računaj name (Marino Legovič - Damjana Kenda Hussu - Grega Forjanič)
- 2007: Eva Černe - Pomlad v mestu (Boštjan Grabnar - Damjana Kenda Hussu - Rok Golob)
- 2007: Damjana Golavšek - Naravne sile (Karel Novak - Damjana Kenda Hussu - Janez Gregorc)
- 2008: Aleksandra Cavnik - Se tudi tebi to dogaja? (Marino Legovič - Damjana Kenda Hussu - Grega Forjanič)
- 2009: Aleksandra Cavnik - Preproste stvari (Marjan Hvala - Damjana Kenda Hussu - Jaka Pucihar)
- 2010: Katja Fašink in Rok Ferengja - Nova pomlad (Boštjan Grabnar - Damjana Kenda Hussu - Lojze Krajnčan)
- 2011: Anika Horvat - In situ (Marino Legovič - Damjana Kenda Hussu - Gregor Forjanič)
  - Nagrada strokovne žirije za najboljšo interpretacijo, 8. mesto

## Ostala glasbena dela
- Avia Band: Bleščeči prah (Matija Oražem/Damjana Kenda Hussu/Matija Oražem, Sašo Fajon) (1996)
- Avia Band: Rdeči šal (Aleš Turnšek/Damjana Kenda Hussu/Aleš Turnšek, Sašo Fajon) (1996)
- Avia Band: Ko bi ji misli bral (Matija Oražem/Damjana Kenda Hussu/Matija Oražem, Tomaž Borsan) (1997)
- Nuša Derenda: Če boš moj (Matija Oražem/Damjana Kenda Hussu/Matija Oražem) (1997)
- Nuša Derenda: Ko pogledaš me (Matija Oražem/Damjana Kenda Hussu/Matija Oražem) (1997)
- Nuša Derenda: O, ne govori (Matija Oražem/Damjana Kenda Hussu/Matija Oražem) (1997)
- Nuša Derenda: Sonce, prinesi mi (Matija Oražem/Damjana Kenda Hussu/Matija Oražem) (1997)
- Nuša Derenda: Ti še ne veš (Matija Oražem/Damjana Kenda Hussu/Matija Oražem) (1997)
- Nuša Derenda: To niso sanje (Matija Oražem/Damjana Kenda Hussu/Matija Oražem) (1997)
- Avia Band: Ljubezen je odšla (Aleš Turnšek/Damjana Kenda Hussu/Aleš Turnšek) (1999)
- Avia Band: Najino leto (Aleš Turnšek/Damjana Kenda Hussu/Aleš Turnšek) (1999)
- Faraoni: Slavospev (Ferdinand Maraž/Damjana Kenda Hussu/Ferdinand Maraž) (1999)
- Faraoni: Ti znaš/Ti znaš, ti znaš (Ferdinand Maraž/Damjana Kenda Hussu/Ferdinand Maraž) (1999)
- Anja Rupel: Nekaj ur za norost (Aleš Klinar/Anja Rupel, Damjana Kenda Hussu/Aleš Čadež, Aleš Klinar) (2001)
- Sebastian: Dekleta so za žur (Zvonimir Tomac/Damjana Kenda Hussu) (2001)
- Sebastian: En poljub (Zvonimir Tomac/Damjana Kenda Hussu/Zvonimir Tomac) (2001)
- Sebastian: Reci, da si za (Zvonimir Tomac/Damjana Kenda Hussu) (2001)
- Sebastian: Vedno sem iskal (Zvonimir Tomac/Damjana Kenda Hussu) (2001)
- Sebastian: Živim le zate (Zvonimir Tomac/Damjana Kenda Hussu) (2001)
- Eva Škofič Maurer: Majhen strahec (Patrik Greblo/Damjana Kenda Hussu/Patrik Greblo) (2002)
- Eva Škofič Maurer: Norice (Patrik Greblo/Damjana Kenda Hussu/Sašo Fajon) (2002)
- Eva Škofič Maurer: Papiga Adela (Patrik Greblo/Damjana Kenda Hussu/Sašo Fajon) (2002)
- Eva Škofič Maurer: Paradižnikova vojska (Patrik Greblo/Damjana Kenda Hussu/Patrik Greblo) (2002)
- Eva Škofič Maurer: V živalskem vrtu (Patrik Greblo/Damjana Kenda Hussu/Patrik Greblo) (2002)
- Eva Škofič Maurer: Za zaprtimi očmi (Patrik Greblo/Damjana Kenda Hussu/Patrik Greblo) (2002)
- Faraoni: Kot bel metulj (Ferdinand Maraž/Damjana Kenda Hussu/Sašo Fajon) (2002)
- Faraoni: Skrivnost (Pietro Pocecco/Damjana Kenda Hussu/Edoardo Meola) (2002)
- Nuša Derenda: Nisem kot ti (Matija Oražem/Damjana Kenda Hussu/Franci Zabukovec, Matija Oražem) (2002)
- Sebastian: Jutri (Aleš Čadež/Damjana Kenda Hussu/Aleš Čadež) (2002)
- Sebastian: Majhne stvari (Aleš Čadež/Damjana Kenda Hussu/Aleš Čadež) (2002)
- Sebastian: Ritem (Aleš Čadež/Damjana Kenda Hussu/Aleš Čadež) (2002)
- Slavko Ivančić: Pošlji me v maloro (Marino Legovič/Damjana Kenda Hussu/Marino Legovič) (2002)
- Slavko Ivančić: Super ego (Marino Legovič/Damjana Kenda Hussu/Marino Legovič) (2002)
- Faraoni: Spomini na nonota (Ferdinand Maraž/Damjana Kenda Hussu/Marino Legovič) (2003)
- Anja Rupel: Daleč si (Aleš Klinar/Damjana Kenda Hussu/Aleš Klinar, Franci Zabukovec) (2004)
- Ylenia Zobec: Barve neona (Marino Legovič/Damjana Kenda Hussu/Marino Legovič) (2004)
- Eva Černe: Kdaj, če ne zdaj (Boštjan Grabnar/Damjana Kenda Hussu/Boštjan Grabnar) (2006)
- Ylenia Zobec: Miniatura (Marino Legovič/Damjana Kenda Hussu/Marino Legovič) (2006)
- Eva Černe: Le sanje (Boštjan Grabnar/Damjana Kenda Hussu/Boštjan Grabnar) (2007)
- Eva Černe: Najbrž sem ga prisanjala (Boštjan Grabnar/Damjana Kenda Hussu) (2007)
- Eva Černe: O, pa ja (Boštjan Grabnar/Damjana Kenda Hussu) (2007)
- Eva Černe: Ujemi me (Boštjan Grabnar/Damjana Kenda Hussu) (2007)
- Neisha: Ogenj pod nogami (Neža Buh/Damjana Kenda Hussu/Dejan Radičević, Matej Mršnik, Neža Buh) (2007)
- Omar Naber: Sladek strup (Martin Štibernik, Omar Naber/Damjana Kenda Hussu) (2012)
- Anika Horvat: Med dvema ognjema (Patrik Greblo/Damjana Kenda Hussu) (2014)